# Каприновая кислота
Каприновая кислота  (декановая кислота) CH3(CH2)8COOH — одноосновная предельная карбоновая кислота. Соли и анионы каприновой кислоты называют капринатами или деканоатами.

## Название
Название соединения произошло от латинского "capra" (коза), что имеет связь с его противным запахом.

## Нахождение в природе
Находится в коровьем масле, а также в растительных маслах: масло бабассу (7 %), кокосовое масло (5—10 %), пальмоядровое масло (3—7 %), масло сливовых косточек (4 %), масло пальмы мурумуру (Astrocaryum murumuru) (1,6 %), масло пальмы тукума (Astrocaryum vulgare) (1,6 %), пальмовое масло (менее 0,1 %), в небольшом количестве содержится в спермацетовом жире.

## Физические свойства
Белое кристаллическое вещество. Обладает неприятным прогорклым запахом. Температура кипения 268,7 °C, температура плавления 31,9 °C, плотность 0,893 г/см.
Практически нерастворимо в воде (0,015 г/100 г при 20 °C); растворимо в этаноле; ацетоне; эфире; хлороформе; бензоле; сероуглероде.

## Химические свойства
Каприновая кислота обладает типичными для карбоновых кислот свойствами.
Реагирует с щелочными металлами.
Реагирует с щелочами.
Реагирует со спиртами.
В реакции с галогенами, под действием красного фосфора, подвергается альфа-галогенированию.

## Применение
Каприновая кислота используется в органическом синтезе, при производстве духов, смазочных материалов, консистентных смазок, резины, красителей, пластмасс, пищевых добавок и фармацевтических препаратов. 